# Kristin Karu
Kristin Karu (ur. 27 czerwca 1983) – estońska lekkoatletka, tyczkarka.
Dwukrotna mistrzyni Estonii w skoku o tyczce (hala – 2003; stadion – 2003), poza pięcioma medalami mistrzostw kraju w skoku o tyczce (dwa złote, jeden srebrny, dwa brązowe) zdobyła srebro w sztafecie 4 × 100 metrów (2003). Stawała na podium mistrzostw Estonii w juniorskich kategoriach wiekowych w różnych konkurencjach.
Reprezentantka kraju w meczach międzypaństwowych.